# My Way (Comme d'habitude)
«My Way» («A mi manera») es una canción popular adaptada al inglés por Paul Anka, en 1969. La original es una canción francesa de 1967 «Comme d'habitude», escrita por Claude François y Jacques Revaux. La letra en inglés fue reescrita, casi totalmente, por Paul Anka de la original, en francés. 
La interpretación de Frank Sinatra, en el disco My Way, es del año 1969. Elvis Presley también popularizó el tema durante los conciertos que llevó a cabo en la década de los 70s.
Vale aclarar que previo a la adquisición de Paul Anka, un productor estadounidense le propuso una versión en inglés a David Bowie en 1968, que se llamó Even A Fool Learns To Love. No gustó y entonces compró los derechos Paul Anka.
Tiempo después, David Bowie se "vengó" componiendo uno de sus mayores éxitos: "Life on Mars?"

## Letra
En su versión original, el cantante cuenta la vida diaria de quien con los años va cediendo en su relación de pareja al tedio y a hacer las cosas por costumbre (comme d'habitude quiere decir "como de costumbre" en francés). La letra parece aludir al reciente rompimiento que su intérprete, Claude François, había tenido con la cantante francesa France Gall.
En la versión reescrita por Paul Anka, la canción habla de un hombre de avanzada edad, ya cercano a la muerte, que mira satisfecho el acontecer de su vida, mientras relata algunos de los aspectos más relevantes de ésta a un amigo, que lo escucha atentamente sentado a su lado.

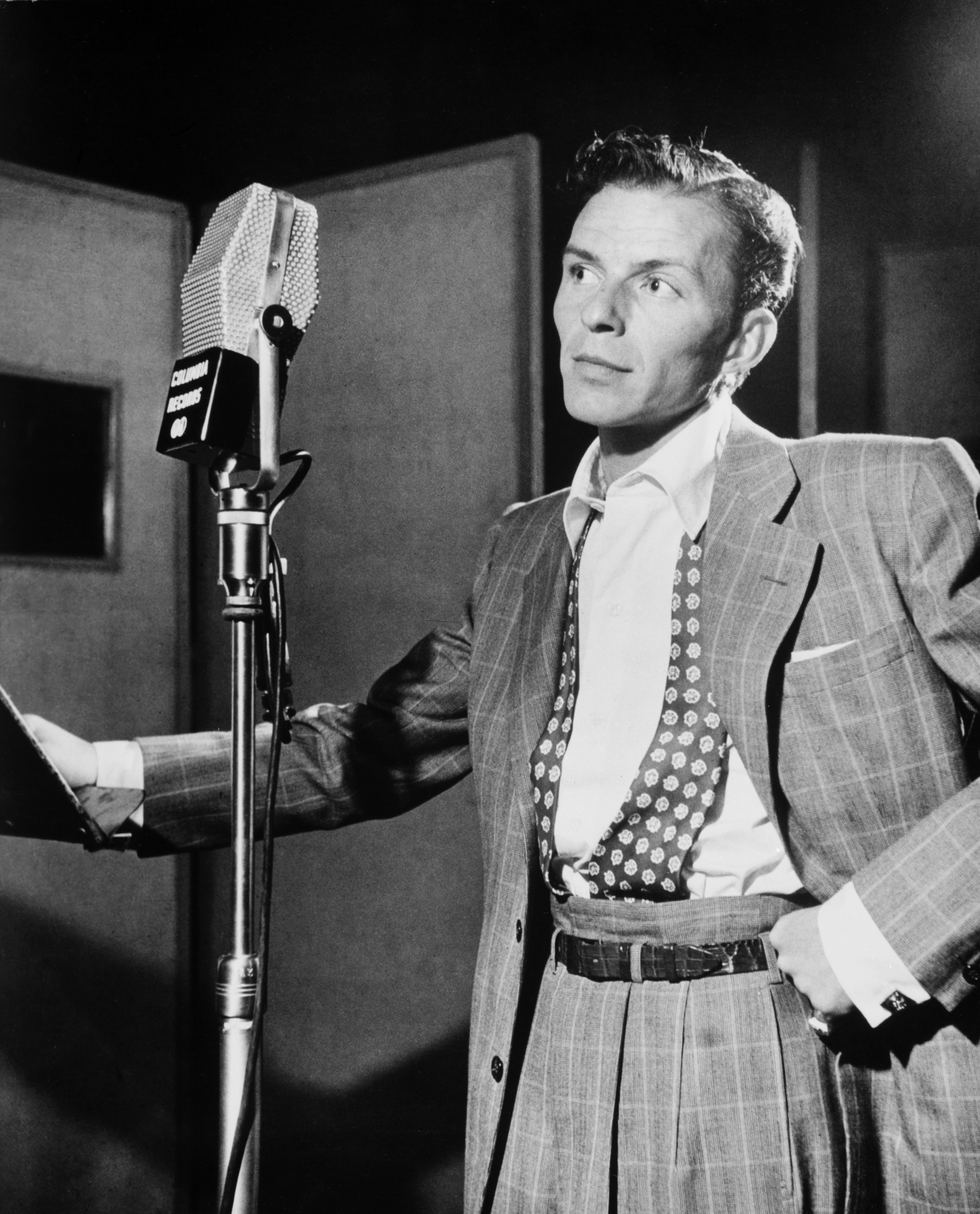
Frank Sinatra

La personalidad de aquel hombre se define como fuerte, confiada y determinada; es un hombre que no depende de otros para progresar, que hace lo que siente y dice lo que piensa, que no se atemoriza con los desafíos que la vida le ha presentado y que, cuando estos parecieron superarlo, ha sabido resolverlos a su manera (I did it my way, en inglés), expresión que se repite en el coro de la canción.
Al final, al ver cómo ha transcurrido su vida, está feliz de cómo vivió, del curso que tomó su vida y lo que logró de ella, no obstante reconoce que se arrepiente de ciertas cosas y de haber sufrido grandes tristezas.
Termina con una actitud optimista de su existencia:
"And now, as tears subside, I find it all so amusing" (Y, ahora que cesan las lágrimas, encuentro todo tan divertido)
"To think, I did all that, and may I say, not in a shy way" (Pensar que yo hice todo eso y, permítanme decirlo, sin timidez)
"Oh no, oh no not me, I did it my way" (Oh no, oh no yo no, yo lo hice a mi manera)

## Versión de Elvis Presley
Elvis Presley comenzó a interpretar la canción en concierto a mediados de la década de 1970, a pesar de las sugerencias de Anka de que la canción no le convenía. Sin embargo, el 12 y 14 de enero de 1973, Presley cantó la canción durante su programa satelital Aloha from Hawaii vía Satellite, transmitida en vivo y en diferido (para audiencias europeas, que también la vieron en horario de máxima audiencia), a 43 países vía Intelsat.
El 3 de octubre de 1977, varias semanas después de la muerte de Presley, su grabación en vivo de "My Way" (grabada para el especial Elvis in Concert de CBS-TV el 21 de junio de 1977) fue lanzada como sencillo. En los EE. UU., alcanzó el puesto # 22 en la lista de sencillos pop Billboard Hot 100 a finales de 1977 y principios de 1978 (llegando más alto que la posición máxima de Frank Sinatra), el # 6 en la lista Billboard Adult Contemporary obteniendo el disco de oro por sus exitosas ventas de más de un millones de copias. Al año siguiente, el sencillo alcanzó el # 2 en la lista de sencillos de Billboard Country, pero llegó hasta el puesto # 1 en la lista rival Cash Box Country Singles. 
En el Reino Unido, alcanzó el puesto # 9 en la lista de singles del UK Chart del Reino Unido.
La versión de Presley aparece en el clímax de la película Aloha from Hawaii Via Satellitede 2001 3000 Miles to Graceland (Paul Anka actúa en un cameo como el jefe de sala de un casino que detesta a Presley)
La versión de estudio de Presley de la canción, grabada en 1971, se incluyó en el cuarto disco de "Walk a Mile in My Shoes: The Essential '70s Masters".
Dado que Elvis había recurrido una y otra vez a interpretar la canción hasta  su último concierto en Indianápolis en 1977, donde al finalizar el tema, él se dirigió a la audiencia diciendo "We'll meet you again, may God bless you. Adios!"  se generaron tras ello todo tipo de interpretaciones que alimentaron la posterior teoría conspirativa plasmada en el libro ¿Está vivo Elvis? acerca de que Elvis se estaba despidiendo de su público porque tenía pensado simular su muerte.
| País                  | Certificación | Ventas certificadas |
| --------------------- | ------------- | ------------------- |
| Canadá (Music Canada) | Platino       | 200.000             |
| Reino Unido (BP)      | Plata         | 250.000             |
| RIAA                  | Oro           | 1.000.000           |

## Adaptación al español
La primera versión en español de la canción fue grabada por la cantante argentina Estela Raval, en su primer lp en solista que se llamó "a mi manera".

Otros intérpretes como Siempre así, Gipsy Kings, Isabel Pantoja, Julio Iglesias, Raphael, María Martha Serra Lima, Andy Montañéz , Juan David Rodríguez, José Velez y Vicente Fernández, entre muchos otros interpretaron esta versión en español este tema.
En el año 2006 durante su participación en el reality show La Academia la participante Colette interpretó este tema en español.
El transformista francés Miss Leona interpretó su versión inglés y español de este tema en la Gran Final del reality show The Switch: Desafío mundial, mientras que por otra parte, los imitadores del programa mexicano Parodiando interpretaron esta versión en grupo.